# Prognos
Die Prognos AG ist ein Analyse- und Beratungsunternehmen mit Sitz in Basel und mehreren Standorten in Deutschland. Das Unternehmen berät verschiedene private und öffentliche Auftraggeber zu wirtschaftlichen Themen.

## Unternehmensprofil
Die Prognos AG wurde 1959 als eine Ausgründung der Universität Basel ins Leben gerufen. Kerngeschäft ist die Erstellung von Analysen und Prognosen zu wirtschaftlichen, politischen oder gesellschaftlichen Fragestellungen. Von Anfang an hatte die Prognos eine starke Ausrichtung nach Deutschland, heute tätigt sie einen Großteil des Umsatzes außerhalb der Schweiz. Neben dem Stammsitz in Basel befindet sich der mittlerweile größte Standort in Berlin. Daneben gibt es Büros in Bremen, Brüssel und Düsseldorf, seit 2008 auch in München und Stuttgart, sowie seit 2015 in Freiburg im Breisgau.
Seit 1990 befindet sich die Prognos AG mehrheitlich im Besitz der Verlagsgruppe Georg von Holtzbrinck aus Stuttgart. Zu den Auftraggebern der Prognos AG gehören private und öffentliche Unternehmen, Organisationen und Institutionen aus allen Wirtschaftsbereichen sowie aus der Politik, der Verwaltung und der Zivilgesellschaft.

## Geschichte
Die Prognos AG wurde am 6. Oktober 1959 von Edgar Salin (1892–1974) gemeinsam mit sechs Wissenschaftlern in Basel gegründet. Gerhard Simonis wurde erster Geschäftsführer und Fritz Hagemann Präsident des Verwaltungsrates. Gottfried Bombach (1919–2010) übernahm 1960 den Vorsitz des Wissenschaftlichen Beirates und im Jahr 1962 wurde Peter G. Rogge als Nachfolger von Gerhard Simons zum Geschäftsführer ernannt. Bald zählte die Prognos AG 26 fest angestellte Mitarbeiter.
Seit 2003 ist der Volks- und Betriebswirt Christian Böllhoff geschäftsführender Gesellschafter der Prognos AG.
Der erste Prognos Deutschland Report („Die Bundesrepublik Deutschland 1950–1970“) erschien 1965. Bis heute gilt der Report als Kompendium zur Zukunft Deutschlands und Planungsinstrument für Entscheidungsträger aus Wirtschaft und Politik.
Im März 1971 übernahm der Schweizerische Bankverein die Aktienmehrheit an der Prognos. Zu diesem Zeitpunkt beschäftigte Prognos 75 Mitarbeiter. Nachdem Peter G. Rogge zum Bankverein wechselte, übernahm Heik Afheldt 1977 den Vorsitz der Geschäftsleitung. Es kam ein Jahr später zur Gründung des „Freundeskreis Prognos“. Dieser bestand aus ehemaligen Mitarbeitern und lancierte die Idee der ab 1981 durchgeführten Veranstaltungsreihe „Prognos Forum Zukunftsfragen“.
1980 wurde die erste deutsche Niederlassung in Köln eröffnet. Sie wurde später jedoch nach Düsseldorf verlagert. In diesem Jahr spielte sich die Zahl der Mitarbeiter bei 120 ein. 1982 beteiligte sich Prognos zu 50 % an der von der Industriekreditbank AG (IKB), Düsseldorf, betriebenen Gründung der „IKB Consult GmbH“. Der Bankverein übertrug seine Aktien an die zum Konzern gehörige Schweizerische Treuhandgesellschaft (STG) im Jahr 1985.
Das bisher größte Büro der Prognos wurde 1986 in Berlin eröffnet. Drei Jahre später wurde Hans J. Barth als Nachfolger von Heik Afheldt, der zur Verlagsgruppe Handelsblatt wechselte, zum Vorsitzenden der Geschäftsleitung berufen. Danach übernahm die Stuttgarter Verlagsgruppe Georg von Holtzbrinck 50 % der Prognos-Aktien von der Schweizerischen Treuhandgesellschaft und erwarb weitere 5 % vom einzigen freien Aktionär. Sie wurde damit neuer Mehrheitsaktionär. 1991 erreichte die Verlagsgruppe Georg von Holtzbrinck einen Anteil von 75 %. Die Schweizerische Treuhandgesellschaft hält noch 25 % der Aktien.
Im August 1995 übernahm dann die Verlagsgruppe Georg von Holtzbrinck die restlichen Prognos-Aktien und wurde somit Alleinaktionärin. Weitere Büros der Prognos wurden 1999 in Brüssel und Bremen eröffnet. Im Dezember 2002 fand das 20. Zukunftsforum der Prognos statt.
Zum 1. Januar 2014 fusionierte die ProgTrans AG mit der Prognos AG. Die Prognos AG hat im Zuge der Nachfolgeregelung für den Gründer und Geschäftsführer der ProgTrans AG sämtliche Aktien der ProgTrans AG übernommen und wurde damit deren alleinige Eigentümerin. Auf diese Weise kehrt die ProgTrans AG somit in ihr Stammhaus zurück.

## Beratungsbereiche
Die Prognos AG ist in sechs Beratungsbereiche aufgeteilt, die sich alle über mehrere Standorte verteilen. Diese Beratungsbereiche bestehen wiederum aus verschiedenen Themenfeldern. Die Beratungsbereiche sind:
- Wirtschaft & Arbeit
- Gesellschaft & Staat
- Standort & Region
- Wirtschaft & Innovation
- Energie & Klimaschutz
- Infrastruktur & Verkehr

## Auftraggeber
- Ministerien in Bund und Ländern sowie weitere Institutionen des öffentlichen Sektors
- europäische Institutionen
- NGOs, Think-Tanks und Stiftungen
- Großunternehmen und KMU
- Interessenvertretungen wie Wirtschafts- und Sozialverbände, Arbeitgeber und Gewerkschaften
- öffentliche Unternehmen
- Entscheider und Planer in Kommunen und Regionen
- Medienhäuser

## Publikationen
Neben Studien und Untersuchungen aller Art gehören ökonometrische Analysen und Prognosen zu den Kerntätigkeiten der Prognos AG. Dazu kommen Beratungsprojekte, etwa in der Form von Marktanalysen, Machbarkeitsstudien, Gesetzesfolgenabschätzungen, Vermittlungsverfahren usw. Zusätzlich zu den auftragsbezogenen Projekten gibt es als regelmäßige Produkte „Reports“, „Atlasreihe“ und „Zukunftsstudien“. Der Prognos Zukunftsatlas ist eine regelmäßig von der Prognos AG in Kooperation mit dem Handelsblatt vorgenommene Bewertung aller deutschen Landkreise und kreisfreien Städte. Die Einstufung dieser Körperschaften auf Kreisebene in ein Ranking erfolgt aufgrund von verschiedenen Metriken, die gewichtet in eine Berechnung einfließen. Der Zukunftsatlas erscheint seit 2004 im Dreijahresturnus.